# Rio Bângăleasa
O Rio Bângăleasa é um rio da Romênia afluente do Rio Turcu River, localizado no distrito de Braşov.